# جيوفاني ماريا فارينا
جيوفاني ماريا فارينا (بالإيطالية: Giovanni Maria Farina)‏ والمعروف بإسم يوهان ماريا فارينا ولد في 8 ديسمبر 1685 في سانتا ماريا مادجوري وتوفي في 25 نوفمبر 1766 في كولونيا، كان صانع عطور إيطالي الأصل استقر في ألمانيا وابتكر أول نوع من ماء الكولونيا.

## المسيرة المهنية
استقر فارينا في كولونيا عام 1709 وأسّس أقدم مصنع للعطور لا يزال قائماً حتى اليوم. أطلق عطر "ماء الكولونيا" الذي حقق شهرة عالمية سريعة، وأصبح في القرن الثامن عشر من الضروريات في البلاطات الملكية الأوروبية. اختار فارينا تسمية عطوره باسم مدينته الجديدة تكريماً لها، خصوصاً في ظل القوانين الصارمة آنذاك تجاه استقرار الأجانب. حصل فارينا على الجنسية وأعرب عن امتنانه بتسمية ابتكاره الأول "Eau de Cologne" (بالعربية: ماء كولونيا). ساهم هذا العطر، باعتباره ظاهرة في وقته، في تعزيز شهرة كولونيا عالمياً.
ساهم ظهور "ماء الكولونيا" كأول عطر من نوعه في جعل كلمة "كولونيا" مرادفاً للعطور الخفيفة المنعشة ذات النفحات الحمضية، وغالباً ما تُصنَّف كعطور موحّدة الجنس.
اختار فارينا الاسم الفرنسي لعطره نظراً لكون اللغة الفرنسية آنذاك لغة النخبة الأوروبية والتجار. بدأت النسخ المقلدة بالظهور مع نهاية القرن الثامن عشر. خلال احتلال قوات نابليون لكولونيا بعد الثورة الفرنسية، جرى إدخال حرية التجارة إلى المنطقة، مما أدى إلى انتشار التقليد نظراً لغياب العلامات التجارية المسجلة في ذلك الوقت.

## الوفاة والإرث
توفي فارينا في 25 نوفمبر 1766 في كولونيا عن عمر ناهز 80 عاماً. تواصل الجيل الثامن من عائلة فارينا حتى اليوم إنتاج النسخة الأصلية من "ماء الكولونيا".